# Herzberg (Bildungseinrichtung)

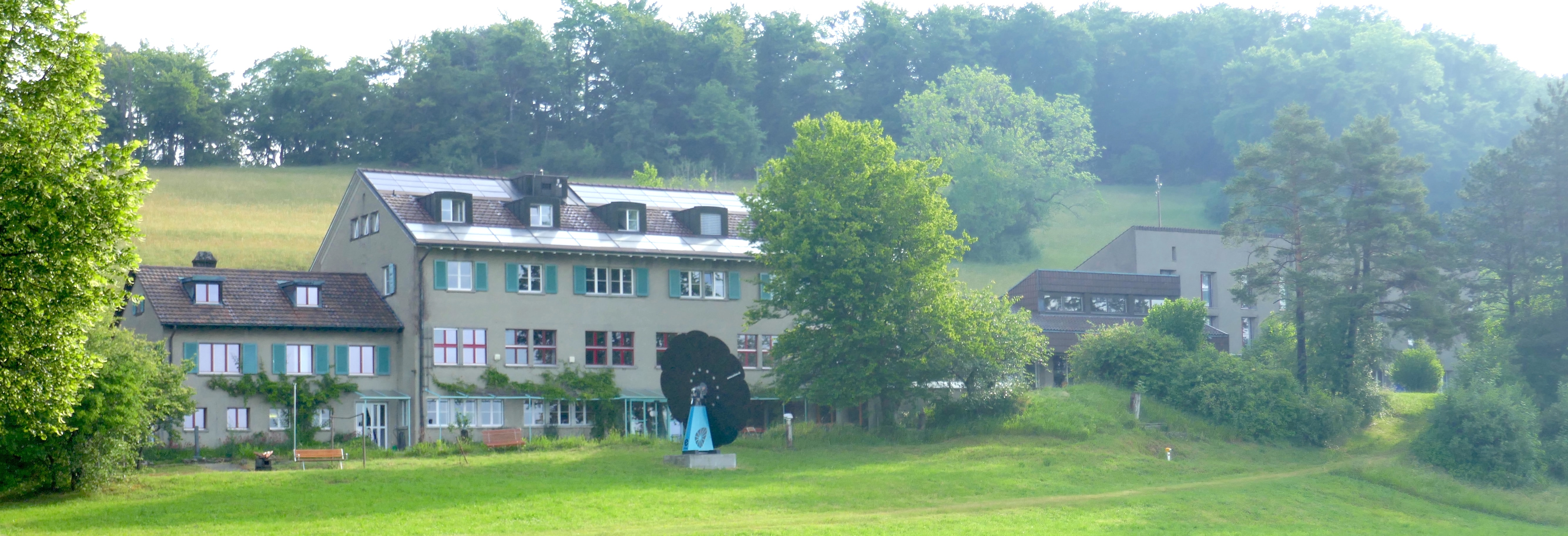
Herzberg, Juni 2022

Der Herzberg (vormals Volksbildungsheim Herzberg) ist eine Bildungsstätte in Densbüren im Schweizer Kanton Aargau, am Südhang des gleichnamigen Herzberges. Er wurde 1936 als eine der ersten Heimvolkshochschulen der Schweiz nach dem Vorbild des dänischen Pädagogen Nikolai Frederik Severin Grundtvig eröffnet.

## Geschichte
Der Begründer der Erwachsenenbildung in der Schweiz, Fritz Wartenweiler, hatte nach einem Praktikum in der Ryslinge Folkehøjskole in Dänemark 1919 die erste Schweizer Heimvolkshochschule Nussbaum in Frauenfeld gegründet. Er trug auch wesentlich zum Aufbau des Herzbergs bei und führte dort von 1936 bis 1939 Kurse für junge Männer durch.
Von 1938 bis in die Nachkriegszeit wurden auf dem Herzberg Emigranten und politische Flüchtlinge beherbergt. Während des Zweiten Weltkriegs wurde die Kurstätigkeit durch die Einquartierung von Militär unterbrochen. Wartenweiler hielt im Aktivdienst von 1939 bis 1945 für die Sektion Heer und Haus der Schweizer Armee über 6.000 Vorträge im Rahmen der geistigen Landesverteidigung.
In der Nachkriegszeit führte der Herzberg neben längeren Bauernausbildungskursen und Bach-Musikwochen einen Heimvolkshochschulbetrieb mit Wochenendtagungen und Studienwochen zu aktuellen Themen und drängenden Menschheitsfragen ein, die auch von ausländischen Pädagogen und Leitern von Heimvolkshochschulen besucht wurden.
Von 1950 bis 1951 leitete Elsbeth Kasser das Volksbildungsheim Herzberg. Anfang der 1960er Jahre wurde der Herzberg von Helga und Sammi Wieser geleitet. 1954 wurde dem Bildungszentrum ein Bauernhof zur grösstmöglichen Selbstversorgung des Heims angegliedert. Das Heim sollte zwar einsam auf der Höhe und weitab von Getriebe und Hetze sein, aber nicht losgelöst von den Menschen und ihren Siedlungen. Die Idee war, dass daraus mit der Zeit ein ganzes Dorf mit Werkstätten aller Art entstehen sollte.
1951 waren die Freunde schweizerischer Volksbildungsheime Herzberg Gründungsmitglieder der Schweizerischen Vereinigung für Erwachsenenbildung (heute Schweizerischer Verband für Weiterbildung (SVEB)).
Im Herbst 1958 besprachen die Ehemaligen des Heims Neukirch an der Thur auf dem Herzberg die bedrängende Frage der atomaren Aufrüstung und wie man der «entnervenden Atompanik» und den «irreführenden Atomwahn» begegnen könnte.
An der 1961 im Herzberg stattfindenden Tagung Das Bild des Menschen im 20. Jahrhundert referierten Willi Vogt, Jef Last, Fritz Jöde, Paul Trautvetter, Fritz Wartenweiler, Rudolf Stössel, Paul Portmann, Hermann Levin Goldschmidt, Emil Weitnauer, Elisabeth Rotten, 1967 wurde die Herzberg-Stiftung gegründet.
Am Herzberg-Seminar 1978 setzte man sich mit Fragen der Internationalen Zusammenarbeit auseinander, insbesondere mit den Möglichkeiten der noch jungen UNO und warum Kriege und Folterungen trotz Menschenrechten weitergingen.
2006 fand erstmals das internationale Harfen-Sommercollege statt. Heute sind die Schwerpunkte des Herzberg-Kursprogramms Musik, Tanz, Persönlichkeitsbildung und Umwelt.
Im Juni 2013 fand ein grenzüberschreitendes Forschungskolloquium der Universitäten Kassel, Wuppertal und Zürich auf dem Herzberg statt.

## Engagement und Auftrag
Der Herzberg ist das Zentrum des Wirkens von Fritz Wartenweiler und seinem Kreis, der Freunde Schweizerischer Volksbildungsheime, von dem aus immer wieder wichtige Impulse für Initiativen der Erwachsenenbildung, des humanitären Engagements und der Völkerverständigung in der Schweiz und in Europa ausgingen. Es gab eine enge Zusammenarbeit mit dem Friedensdienst Service Civil International, der jährlich Arbeitseinsätze auf dem Herzberg leistete.

### Volksaufklärung und lebenslanges Lernen
Wartenweilers Ansatz der Erwachsenenbildung war, das Fachlichberufliche in das Gemeinsame der Menschen einzubetten. Ebenso wichtig wie ein guter Fachmann war ihm, dass die jungen Männer zu guten Gatten, Vätern, Söhnen, Kameraden, Staatsbürgern und Mitmenschen heranwuchsen.
Die Verbreitung der Ideen der dänischen Heimvolkshochschule durch Wartenweiler und sein Vorbild, die Volkshochschule «Nussbaum» von 1919 in Frauenfeld, führten zur Gründung von weiteren Volkshochschulen in der Schweiz. 1925 gründete Didi Blumer, die durch einen Artikel Wartenweilers in der Neuen Schweizer Zeitung angeregt, das Volksbildungsheim Neukirch an der Thur, um junge Frauen in der Hauswirtschaft und in ihrer Persönlichkeit auszubilden. Auf Initiative von Leonhard Ragaz konnte 1926 das Volksbildungsheim Casoja für junge Frauen in der Lenzerheide den Betrieb aufnehmen. Der 1926 von Wartenweiler und seinem Kreis gegründete Verein Freunde schweizerischer Volksbildungsheime konnte 1935 das Volksbildungsheim auf dem Herzberg eröffnen, wo Wartenweiler von 1936 bis 1939 Kurse für junge Männer durchführte.
Um breite Volkskreise zu erreichen, hielt Wartenweiler Vorträge in der ganzen Schweiz und veröffentlichte unzählige Zeitungsartikel und Publikationen, bei denen er sich immer wieder auf Vorbilder aus der Schweizer Geschichte berief. Als Volkserzieher wusste er, wie wichtig positive Vorbilder (Lernen am Modell) insbesondere für die gesunde geistige Entwicklung der Jugend sind und er verfasste für das Schweizerische Jugendschriftenwerk (SJW) eine Reihe von Biografien herausragender humaner Persönlichkeiten.
Die Freunde Schweizerischer Volksbildungsheime Herzberg engagierten sich 1951 bei der Gründung der Schweizerischen Vereinigung für Erwachsenenbildung (heute Schweizerischer Verband für Weiterbildung SVEB), dem Schweizer Dachverband der Erwachsenenbildung, der auch eine wichtige Rolle bei der dualen Berufsbildung in der Schweiz einnimmt.

### Internationalismus, Pazifismus und humanitäre Aktionen
Die Erhaltung des Friedens ist ein zentrales Anliegen des Herzbergkreises, das auch im schriftstellerischen Werk Wartenweilers seinen Niederschlag fand. 1937 gründeten die Freunde Schweizerischer Volksbildungsheime Herzberg mit 13 weiteren Hilfswerken die Schweizerische Arbeitsgemeinschaft für Spanienkinder (SAS) (Ayuda Suiza). Vom Herzberg aus wurden Aktionen für die spanischen Flüchtlingskinder gestartet.
Die Militärdienstzeit nutzte Wartenweiler, um die jungen Männer und Soldaten staatsbürgerlich und geistig zu bilden. Er brachte ihnen die kulturellen und politischen Errungenschaften der Schweiz näher, damit sie wussten, was es zu verteidigen galt und um sie gegen die totalitäre Propaganda zu imprägnieren. Die von Heer und Haus schweizweit bei der Armee, bei der Zivilbevölkerung und in den Flüchtlingslagern organisierten Vorträge gehörten zu den wichtigsten Beiträgen zur Bewahrung der geistigen Unabhängigkeit der Kultur in der Schweiz angesichts der Bedrohung durch das nationalsozialistische Deutschland und seiner NS-Propaganda.
1946 trafen sich die Mitarbeiter in den kriegsversehrten Länder auf dem Herzberg, um dem zerrütteten Europa einen Ausblick auf die gesamte Menschheit zu verschaffen. Die Gäste kamen von Aosta, aus den Benelux-Ländern, Skandinavien, Österreich und Deutschland.
Die Bücher Wartenweilers von 1949 und 1955 geben die Auseinandersetzung des Herzbergkreises mit den internationalen Organisationen der FAO, der WHO und der UNESCO wieder. Bei der FAO leistete der Schweizer Friedrich Traugott Wahlen als Direktor einen wichtigen Beitrag. 1955 war Wartenweiler im Patronatskomitee des neu gegründeten «Schweizerischen Hilfswerks für aussereuropäische Gebiete» (SHAG), der späteren Helvetas.

## Publikationen
- Blätter vom Herzberg : Mitteilungsblatt der Freunde Schweizerischer Volksbildungsheime 1936–1938 (Zeitschrift)
- Freunde Schweizer Volksbildungsheime/Volksbildungsheim Herzberg (Hrsg.): Herzberg-Erwachsenenbildung. Schweizerische Zeitschrift für Erwachsenenbildung.Vereinigung Herzberg (Asp) 1980-.
- Informationen / Herzberg, Haus für Bildung und Begegnung, erschien halbjährlich von 1995 bis 2006. (Zeitschrift)
- Jahresbericht / Herzberg, Haus für Bildung und Begegnung / Volksbildungsheim Herzberg, 1993 bis 2006